# (9928) 1981 WE9
A (9928) 1981 WE9 a Naprendszer kisbolygóövében található aszteroida. Perth Observatory fedezte fel 1981. november 16-án.